# Qlimax

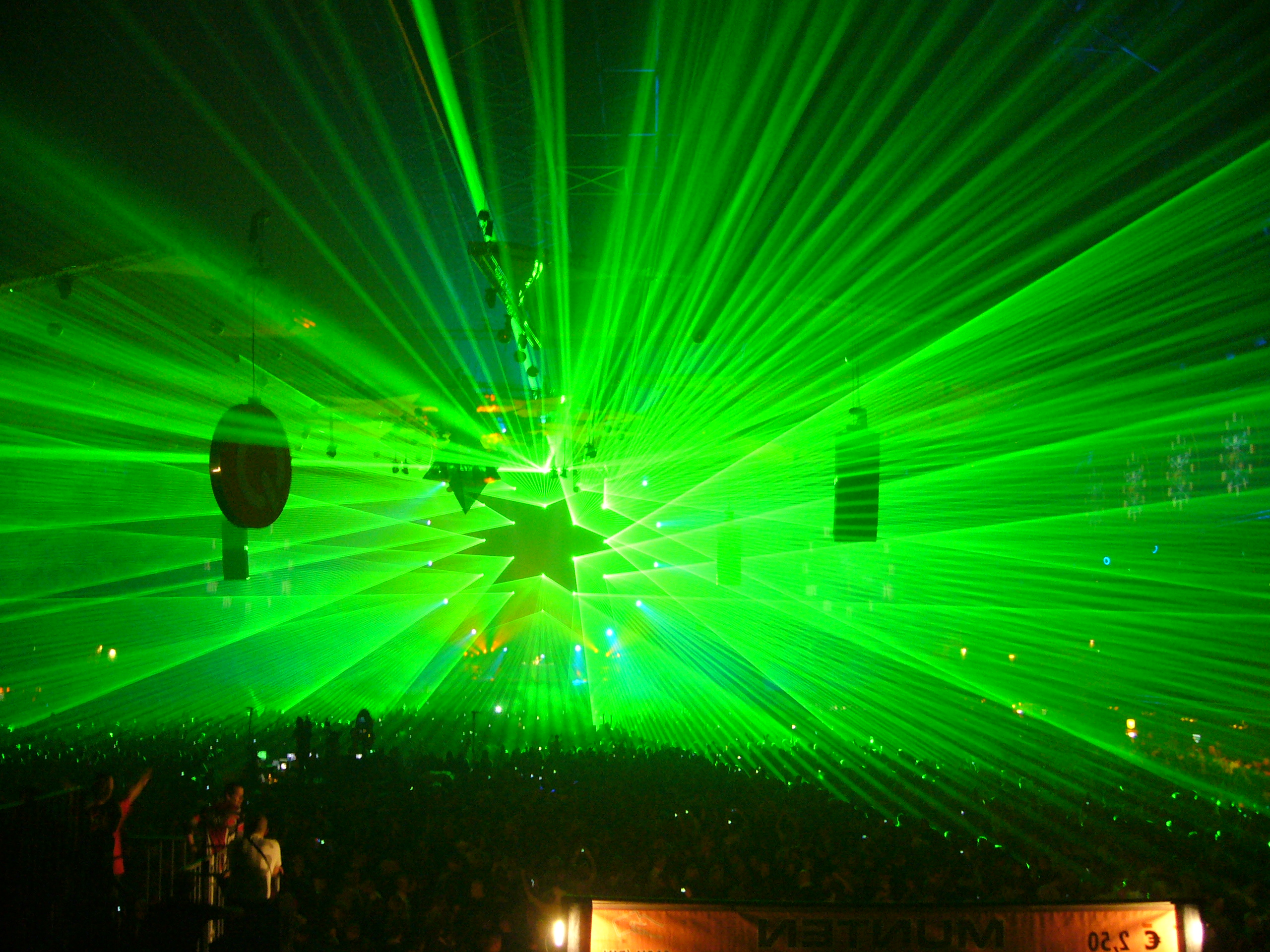
Lasershow på Qlimax 2008.

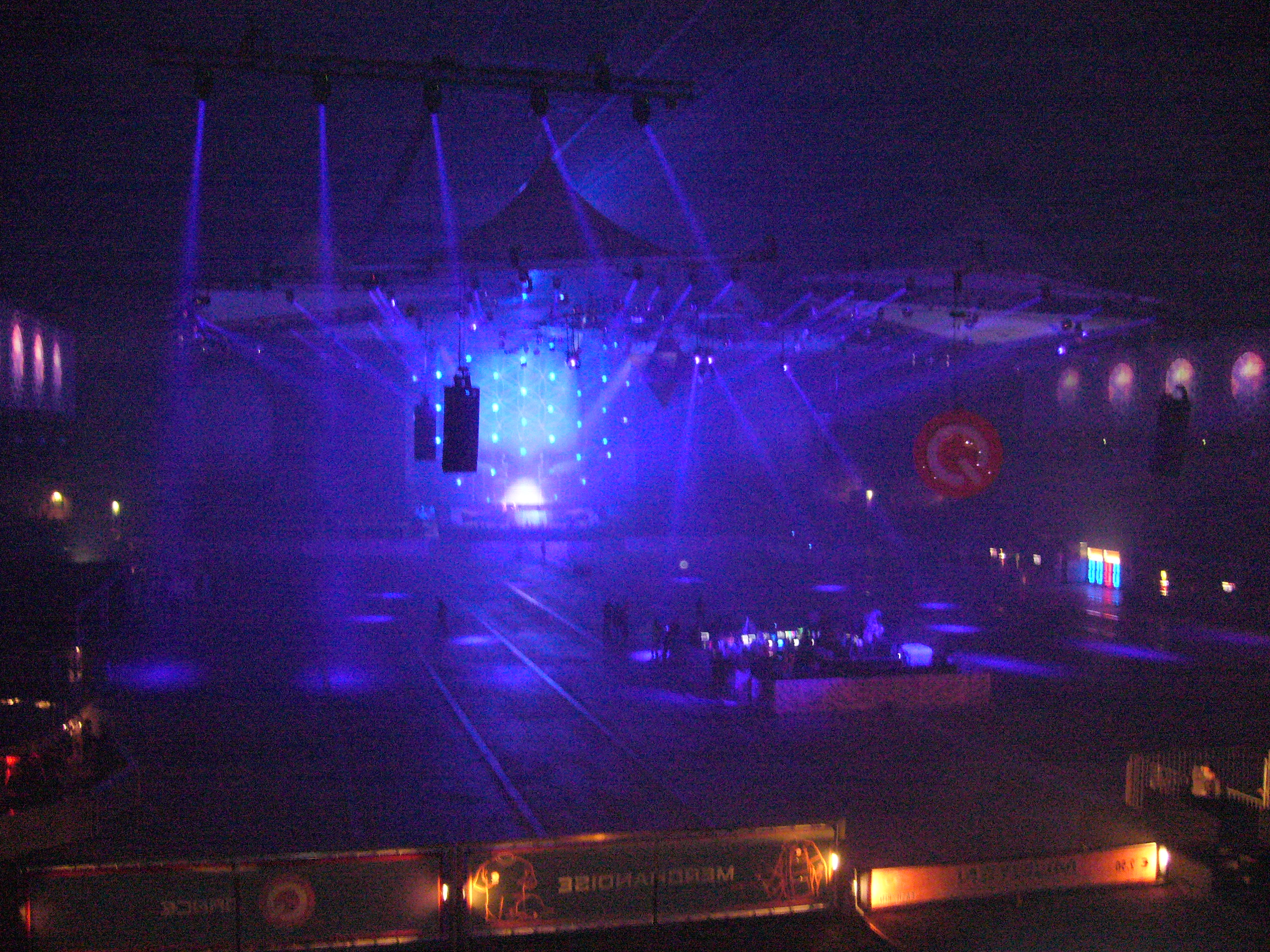
Arenan med scenen 30 minuter före insläpp.

Qlimax är ett årligt musikevenemang/rave i Arnhem i Nederländerna. Det arrangeras av Q-Dance och hålls i hallen Gelredome, som rymmer cirka 50 000 åskådare. De musikstilar som spelas är främst hardtrance, jumpstyle, hardstyle och hardcore. Evenemanget är ett av de största i världen för hardstylemusik.
Qlimax arrangerades ursprungligen vid olika tillfällen på året, ibland två gånger per år, och på olika arenor i Nederländerna. Sedan 2004 är det dock begränsat till en gång om året, vanligen tredje eller fjärde veckan i november, och alltid på Gelredome.
Varje upplaga har sedan 2003 ett tema och en hymn, en låt som är skriven till just det evenemanget.

## Event och historia
Många artister anser att bli utvalda att spela på Qlimax som en höjdpunkt eftersom evenemanget används för att visa upp de mest framgångsrika artisterna i deras respektive genre. Början såg lineupen med genrer som sträcker sig från Hardhouse till Techno. Detta ändrades till att traditionellt börja med en Hardtrance-akt, många Hardstyle-akter och sedan avslutas med en Hardcore/Gabber-akt. Detta ändrades 2008 med borttagandet av Jumpstyle-akten och 2009 med ersättningen av Hardtrance-akten till en som spelar tidig Hardstyle.
Åren 2020 och 2021 ställdes evenemanget in på grund av covid-19-pandemin och anpassades till onlineevenemang.
Ljud, ljus, pyroteknik och scenupplägg på Qlimax är betydande. Cirka 350 L'Acoustics högtalarboxar är utplacerade i arenan, varav en majoritet är upphängd i taket. Den konventionella delen av ljusinställningen styrs från 3 ljusbord och lasershowen görs av en certifierad lasershowoperatör. FOH placeras ute i mängden, vilket ger teknikerna den överblick de behöver, samt den ljudtäckning som behövs för att säkerställa att alla alltid har det mest idealiska ljudet.

## Hymn
Liksom de flesta av Q-dance-evenemangen, görs en hymn varje år av en producent (med undantag för 2001 och 2002) för att representera den upplagan. Nedan är en lista över hymnerna för varje utgåva.
- 2003: The Prophet – Follow the Leader

- 2003: Deepack – The Prophecy

- 2004: Future Tribes – Deadlock (Unofficial)

- 2005: DJ Zany – Science & Religion

- 2006: Alpha² – The Dark Side (Co-produced by JDX)

- 2007: Headhunterz – The Power of the Mind

- 2008: Technoboy – Next Dimensional World

- 2009: D-Block & S-te-Fan – The Nature Of Our Mind

- 2010: Brennan Heart – Alternate Reality

- 2011: Zatox – No Way Back

- 2012: Psyko Punkz – Fate or Fortune

- 2013: Gunz For Hire ft. Ruffian – Immortal Essence

- 2014: Noisecontrollers – The Source Code of Creation

- 2015: Atmozfears – Equilibrium

- 2016: Coone – Rise of the Celestials

- 2017: Wildstylez – Temple of Light

- 2018: Sub Zero Project – The Game Changer

- 2019: B-Front – Symphony of Shadows

- 2020: Sub Zero Project – Enter the Realm (written for Qlimax the source movie)

- 2021: Ran-D ft. Charlotte Wessels – The Reawakening

- 2022: Ran-D ft. Charlotte Wessels – The Reawakening

## Lista över evenemang
| År   | Datum        | Plats                                    | Tema                            | Hymn                                                     | MC                       | Artister |
| ---- | ------------ | ---------------------------------------- | ------------------------------- | -------------------------------------------------------- | ------------------------ | --- |
| 2000 | 3 juni       | Beursgebouw, Eindhoven                   |                                 |                                                          | Ruffian                  | Captain Tinrib, Dana, Nick Sentinence, Pavo |
| 2001 | 2 juni       | Heineken Music Hall, Amsterdam           |                                 |                                                          | Ruffian                  | Acid Junkies, Alpha Twins, Bas & Ram, Dana, Gary D, Jon The Baptist, Kai Tracid, Lisa Loud, Marco V, Michel de Hey |
| 2002 | 6 april      | Thialf Stadion, Heerenveen               | Cosmos                          |                                                          | Ruffian                  | Captain Tinrib (live), Cosmic Spoils, Dana, Gary D, Kai Tracid, Pavo, Technoboy, Warmdüscher |
| 2002 | 21 september | SilverDome, Zoetermeer                   | Infection                       |                                                          | Ruffian                  | Alpha Twins, Bas & Ram, Charly Lownoise, Dana, The Darkman, Gizmo, Haze & Abyss, DJ Isaac, Luna, Melanie de Tria, Pavo, Pila, Sunny D, Technoboy, Zenith                                                                                      |
| 2003 | 12 april     | Thialf Stadion, Heerenveen               | Follow the Leader               | Follow the Leader (The Prophet)                          | Ruffian                  | Dana, Gary D, Isaac, Luna, Pavo, Pila, Super Marco May, Technoboy, The Prophet, Zenith |
| 2003 | 22 november  | Gelredome, Arnhem                        | The Prophecy                    | The Prophecy (Deepack)                                   | Ruffian                  | Bas & Ram, Daniele Mondello, Deepack, Kai Tracid, Luna, Max B. Grant, Pavo, The Prophet, Technoboy, Bass D & King Matthew |
| 2004 | 27 november  | Gelredome, Arnhem                        | Destiny's Path                  | Inofficiell: Deadlock (Future Tribes)                    | Mouth Of Madness         | Charly Lownoise, Crushed, Dana, Luna, Igor S, Outblast, Pavo, Technoboy & The Prophet, Zany |
| 2005 | 19 november  | Gelredome, Arnhem                        | Science & Religion              | Science & Religion (DJ Zany)                             | Ruffian                  | Alpha Twins, Bas & Ram, The Beholder & Ballistic, Crushed, Pila, DJ Isaac, Luna, The Prophet, Technoboy, Vince, Zany |
| 2006 | 25 november  | Gelredome, Arnhem                        | The Darkside                    | The Darkside (Alpha Twins)                               | Ruffian                  | Alpha Twins, Dana, Luna, The Prophet feat. Headhunterz, Promo, DJ Ruthless, Showtek, Tatanka, Zany & Donkey Rollers (live), Yves de Ruyter |
| 2007 | 17 november  | Gelredome, Arnhem                        | The Power of the Mind           | The Power of the Mind (Headhunterz)                      | Ruffian                  | Brennan Heart, Fausto, DJ Ghost, Headhunterz (live), DJ Neophyte, The Prophet & Zany, Showtek, Technoboy, MC Ruffian |
| 2008 | 22 november  | Gelredome, Arnhem                        | Next Dimensional World          | Next Dimensional World (Technoboy)                       | Ruffian                  | Mark Sherry, Showtek, Headhunterz (live), Project One, D-Block & S-te-Fan, Technoboy, Tatanka, Zany & Vince, MC Ruffian |
| 2009 | 21 november  | Gelredome, Arnhem                        | The Nature of Our Mind          | The Nature of Our Mind (D-Block & S-te-Fan)              | Ruffian                  | DJ Isaac, A-lusion, Davide Sonar (live), Brennan Heart, Technoboy, D-Block and S-te-fan, Headhunterz, Noisecontrollers, Deepack, Noize Suppressor (live). Värd: MC Ruffian                                                                    |
| 2010 | 27 november  | Gelredome, Arnhem                        | Alternate Reality               | Alternate Reality (Brennan Heart)                        | Ruffian                  | Pavelow, Stephanie, Wildstylez, Noisecontrollers och Wildstylez (överraskningsframträdande), TNT alias Technoboy N Tuneboy, Brennan Heart, D-Block & S-te-Fan, Psyko Punkz (live), Zatox, Endymion (DJ) vs. Evil Activities. Värd: MC Ruffian |
| 2011 | 26 november  | Gelredome, Arnhem                        | No Way Back                     | No Way Back (Zatox)                                      | Ruffian                  | Stana, Coone, Headhunterz, DJ Zany & The Pitcher ft. MC DV8, Noisecontrollers, Zatox, Ran-D, Gunz For Hire, The Prophet. Värd: MC Ruffian |
| 2012 | 24 november  | Gelredome, Arnhem                        | Fate or Fortune                 | Fate or Fortune (Psyko Punkz)                            | Ruffian (Villain B2B MC) | A*S*Y*S, Wildstylez, Frontliner, Isaac, Technoboy, Zatox, Psyko Punkz, Brennan Heart, Adaro, B-Front, Evil Activities. Värd: MC Ruffian & MC Villain                                                                                          |
| 2013 | 23 november  | Gelredome, Arnhem                        | Immortal Essence                | Immortal (Gunz for Hire feat. MC Ruffian)                | Ruffian                  | Acti, Wildstylez & Max Enforcer, Code Black, Coone, Gunz for Hire, Noisecontrollers, Zatox, Alpha Twins, Mad Dog & Art of Fighters. Värd: MC Ruffian                                                                                          |
| 2014 | 22 november  | Gelredome, Arnhem                        | The Source Code of Creation     | The Source Code of Creation (Noisecontrollers)           | Ruffian                  | Audiofreq & Technoboy, Headhunterz, Atmozfears, Frontliner, Noisecontrollers, Ran-D, Crypsis, Endymion, The Viper, Partyraiser |
| 2015 | 21 november  | Gelredome, Arnhem                        | Equilibrium                     | Equilibrium (Atmozfears)                                 | Villain                  | Isaac, Bass Modulators, Atmozfears, Wildstylez & Noisecontrollers, Brennan Heart & Ran-D, Zatox & Adaro, Frequencerz, Deetox, Tha Playha |
| 2016 | 19 november  | Gelredome, Arnhem                        | Rise of the Celestials          | Rise of the Celestials (Coone)                           | Villain                  | Tuneboy, Audiotricz, Coone, Project One, Brennan Heart, Blademasterz (överraskningsframträdande), Bass Modulators, Ran-D (överraskingsframträdande), B-Front, Frequencerz, Angerfist. Värd: MC Villain                                        |
| 2017 | 18 november  | Gelredome, Arnhem                        | Temple of Light                 | Temple of Light                                          | Villain                  | TNT (Technoboy & Tuneboy), D-Block & S-te-Fan, Wildstylez, Da Tweekaz, Noisecontrollers & Atmozfears, Frequencerz, Sub Zero Project, Gunz for Hire, N-Vitral, MC Villain.                                                                     |
| 2018 | 24 november  | Gelredome, Arnhem                        | The Game Changer                | The game changer (Sub Zero Project)                      | Villain                  | Luna, Sound Rush, Bass Modulators, Coone, Wildstylez (Live), Sub Zero Project, Tweekacore, Phuture Noize, B-Freqz, Dr.Peacock, MC Villain. |
| 2019 | 23 november  | Gelredome, Arnhem                        | Symphony of Shadows             | Symphony of Shadows (B-Front)                            | Villain                  | Keltek, Sound Rush, D-Block & S-te-fan, Headhunterz, B-front, Ran-D, D-Sturb, Rejecta, Radical Redemption, Miss K8. MC Villain |
| 2020 | 28 november  | Q-Dance, Livestream                      | The Source                      | The Source                                               | Villain                  | The Qreator, Headhunterz, JDX, Sub Zero Project, Sefa, Phuture Noize, Keltek, B-Front, MC Villain. |
| 2021 | 20 November  | Centrale Markthallen, Amsterdam (Stream) | Distorted Reality (Reawakening) | Ran-D ft. Charlotte Wessels - The Reawakening (official) | Villain                  | Zany, D-Block & S-Te-Fan, The Qreator, Sub Zero Project, Ran-D, Shadow Priests (KELTEK, Devin Wild, Frequencerz, Vertile; Surprise Act), Sound Rush, Rebelion, D-Sturb & Act of Rage, and Sefa                                                |
| 2022 | 26 November  | Gelredome, Arnhem                        | The Reawakening                 | Ran-D ft. Charlotte Wessels - The Reawakening (official) | Villain                  | Zany, The Qreator, Sound Rush, D-Block & S-Te-Fan, Ran-D (anthem show), Sub Zero Project, DJ The Prophet, Rebelion, D-Sturb & Act Of Rage, Rooler, and Sefa                                                                                   |